# Bussgods

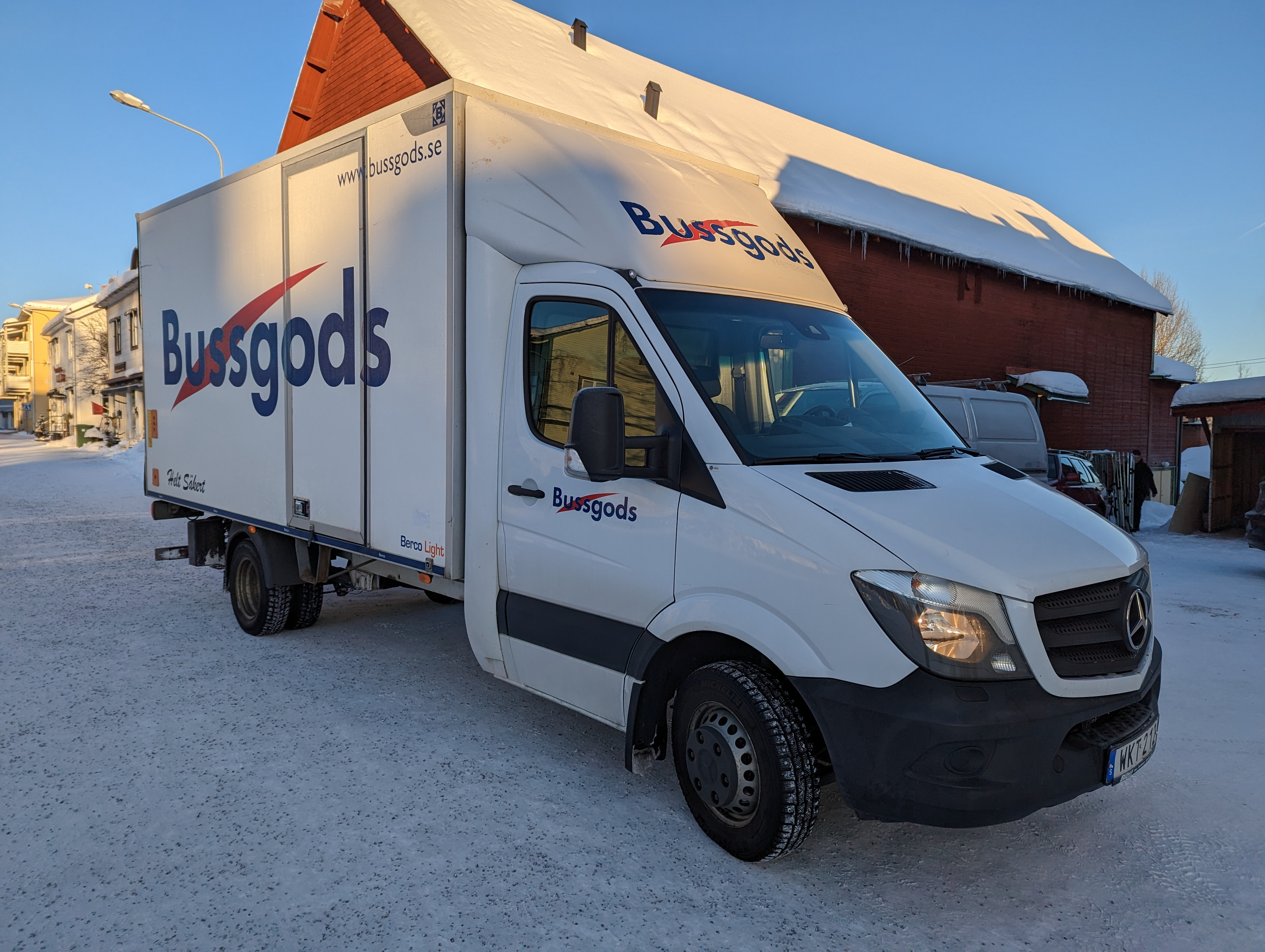
Lastbil från Bussgods.

Bussgods är ett varumärke som ägs av Bussgods i Norr AB. 
Varumärket ägdes tidigare av Bussgods Sverige som var en svensk ekonomisk förening. Föreningen bestod av olika bussgodsbolag som ägs av länstrafikbolag. 
Affärsidén för bussgodsbolaget går ut på att skicka paket och pallar med buss dvs kombinerad mobilitet. Både privatpersoner och företag kan använda denna tjänst. Bussgods finns numera endast kvar i Västernorrland, Västerbotten ,Norrbotten och Jämtland. I övriga delar av landet går försändelserna med lastbil som körs av Bring och Best Transport AB. 
Bussgods Sverigefrakt AB var ett driftbolag som samordnade hemsida och administrationen för de lokala Bussgodsbolagen samt drev Bussgods Pilen. Bussgods Pilen var en lastbil som varje natt transporterade Bussgods paket på sträckan Stockholm - Luleå. Den trafiken samordnas idag med andra åkerier för att värna miljön.